# Drimys hatamensis
Drimys hatamensis är en tvåhjärtbladig växtart som beskrevs av Odoardo Beccari. Drimys hatamensis ingår i släktet Drimys och familjen Winteraceae. Inga underarter finns listade.